# Loch Kinnabus
Loch Kinnabus ist ein See auf der schottischen Hebrideninsel Islay.

## Beschreibung
Der Loch Kinnabus liegt im Südteil der Insel auf der Halbinsel Oa wenige hundert Meter östlich des Weilers Kinnabus. Der See weist eine Länge von etwa 1,2 Kilometer und eine maximale Breite von etwa 730 Meter auf. Er besitzt eine unregelmäßige Form. Im Westen ragt eine Landzunge etwa 300 Meter weit in das Gewässer hinein. Am Nordostufer befand sich einst die Siedlung Asabus, welche jedoch heute verlassen ist.
Am Westufer des auf 77 Metern Höhe gelegenen Loch Kinnabus münden zwei kleine Bäche ein. Ein weiterer Zufluss am Nordostufer stammt aus dem wenige hundert Meter nordöstlich gelegenen Nachbarsee Loch Ard Achadh. Der Loch Kinnabus entwässert ein Einzugsgebiet von 362 Hektar. Es umfasst Heideland (41 %), Moorland (23 %) und Grasflächen (22 %), während Grundwasser 15 % des Zuflusses ausmacht. Aus der Seefläche von 44 Hektar und der mittleren Tiefe von 5,6 Metern ergeben sich ein Seevolumen von rund 2,43 Mio. Kubikmetern und ein Umfang von vier Kilometern. Aus Loch Kinnabus fließt der Bach Abhainn a’ Mhuilinn ab, der über den Abhainn Ghil in die Bucht Loch Indaal entwässert. 

## Cairns
Möglicherweise befinden sich in Loch Kinnabus drei Cairns die bei niedrigem Wasserstand auftauchen. Einer wird als Carn Daibhidh (Davids Cairn) bezeichnet und konnte bei jüngeren Untersuchungen nicht gesichtet werden, weshalb seine Existenz als zweifelhaft anzusehen ist. Zwei weitere Cairns sollen ebenfalls bei niedrigem Wasserstand sichtbar werden. Sie tauchen als zwei nebeneinanderliegende Insel auf, die über Trittsteine miteinander verbunden sind, und werden als Carn Na h-Airde Duibhe (Cairn am schwarzen Ort) bezeichnet. Bei Untersuchungen in den Jahren 1977 und 1978 wurden die auftauchend Objekte jedoch für natürliche Felsinseln gehalten, sodass auch für die Existenz dieser Cairns keine Bestätigung existiert.